# 科技文献速报
《科技文献速报》于1958年创刊，由日本科學技術情報中心（现科学技术振兴机构）编辑出版。其是查找科技文献的综合性文摘式检索工具之一。
科技文献速报收录世界上60多个国家20多种文字的万余种出版物，包括期刊、科技报告、会议文献、学位论文、图书以及各国政府和公司出版物等。主要围绕工业领域报道理工和经营管理方面的文献，不包括基础数学、天文学和农业方面的文献，不收录专利文献。